# 马冲冲
马冲冲（1991年1月17日—），是一名中国足球运动员，回族。现效力中国足球超级联赛球队河南建业，司职后卫。

## 俱乐部生涯
马冲冲出生于河南省洛阳市，早年在洛阳体校练习足球，2005年转投北京国安三纺足球学校，2006年正式进入北京国安U15梯队。2010年，马冲冲入选由北京国安二队组成的卫星球队北京国安精英参加新加坡职业足球联赛，开始职业足球生涯。3月24日，他在北京国安精英0比1不敌马里士他卡沙的比赛中登场，上演职业生涯首秀。  4月29日，他射入首个职业联赛进球，帮助北京国安精英2比1击败兀兰威灵顿。由于卷入斗殴事件，北京国安精英队在2010赛季结束后宣告解散，马冲冲成为球队少数几名可以提升到一线队的球员。 但由于队中的后卫太多，他在2011赛季中超联赛没有得到出场机会，在夏季的二次转会中被租借到中国足球乙级联赛球队四川都江堰欣宝。 马冲冲很快成为球队的后防主力，但都江堰欣宝在2011赛季中乙联赛附加赛八强战点球不敌哈尔滨毅腾，无缘升级。2012年3月1日，中国足球超级联赛球队河南建业宣布正式签入马冲冲。2015年，马冲冲开始代表中甲新军江西联盛效力。

## 国家队生涯
2009年6月，马冲冲入选由宿茂臻执教的中国国青队，在2010年亚洲U19青年足球锦标赛预选赛担任主力，帮助中国国青队晋级正选赛。2010年10月，马冲冲代表国青队参加在山东淄博展开的2010年亚洲U19青年足球锦标赛，他直到小组赛第三轮和泰国U20的比赛才得到出场机会，之后在八强战和朝鲜的比赛也得到出厂，但国青最终0比2不敌朝鲜，无缘世青赛。
2011年3月，马冲冲被中国国家队主教练高洪波招入26日客场和哥斯达黎加的友谊赛名单，这场比赛中，他和郎征、金敬道、吕鹏、叶伟超和张稀哲一起上演国家队首秀。